# Getetjärnet (Håbols socken, Dalsland, vid Stenserud)
Getetjärnet är en sjö i Dals-Eds kommun i Dalsland och ingår i Göta älvs huvudavrinningsområde.